# John Adams Dix
Pour les articles homonymes, voir Dix (homonymie).
John Adams Dix, né le 24 juillet 1798 à Boscawen (New Hampshire) et mort le 21 avril 1879 à New York, est un homme politique et militaire gradé major général américain.

## Biographie

### Avant la guerre
John Admas Dix est enseigne dans le 14th New Hampshire Infantry le 10 mai 1813,. Il sert alors sous les ordres de son père le lieutenant-colonel Timothy Dix Jr. pendant la guerre anglo-américaine de 1812. Il participe à la tentative infructueuse de capture de Montréal. Au décès de son père d'une pneumonie à French Mills, John A. Dix doit subvenir aux besoins de sa belle-mère et de ses huit frères et sœurs.
Il est nommé 3 rd lieutenant dans le 21st infantry le 7 mars 1814. Il est promu second lieutenant le lendemain le 8 mars 1814. En juillet 1814, il participe à la bataille de Lundy's Lane. Il devient aide-de-camp du général Jacob Brown. Il est transféré dans le corps de l'artillerie le 9 août 1814. Il est promu premier lieutenant le 23 mars 1818. Il est affecté au 1st artillery le 1er juin 1821 puis au 3 rd artillery le 16 août 1821. Avec le procureur général William Wirt, il étudie le droit et est admis au barreau de Washington en 1826. Il se marie avec Catherine Morgan, fille d'un propriétaire terrien new-yorkais. Il sert alors en tant qu'attaché militaire au Danemark.
Il est promu capitaine le 30 août 1825. Il quitte le service actif le 30 août 1828 après son retour du Danemark.
Il s'installe à Cooperstown où il supervise les propriétés foncières de son beau père. En 1828 et 1830, il est avocat dans la ville de Coopestown. Il entre alors en politique sous la bannière démocrate dans le courant Jacksonien. En 1830, il est nommé adjudant général de New York et s'installe alors à Albany. Il est aussi directeur de l'école de New York. Entre 1833 et 1839, il est secrétaire de l'État de New-York.

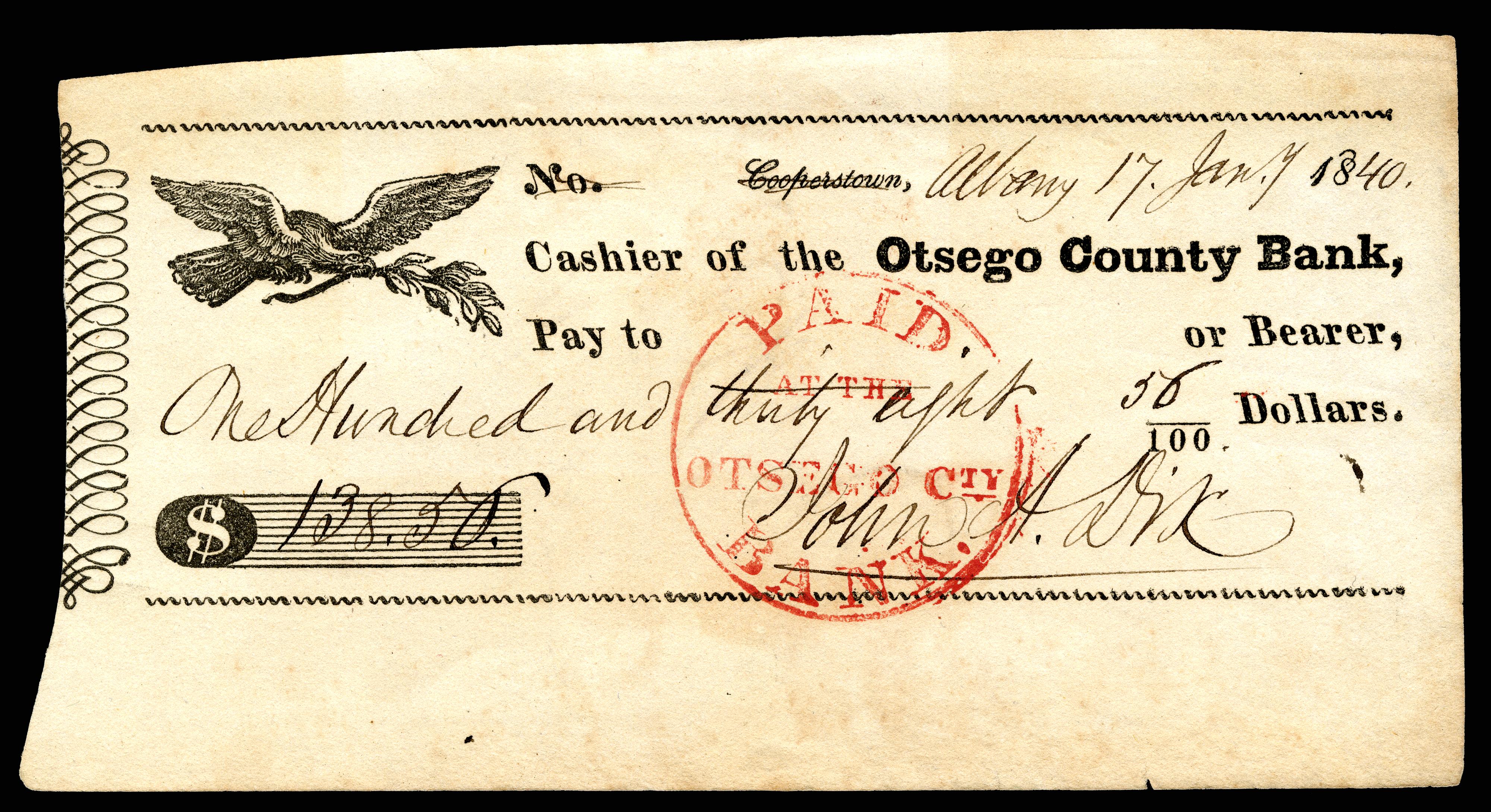
Chèque signé de John A. Dix en 1840.

Il est membre du groupe politique appelé Albany Regency dirigé par Martin Van Buren qui contrôle le gouvernement de l'État de New-York entre 1822 et 1838. En 1831, il devient régent de l'université de New York et le reste jusqu'en 1846. En 1833, il succède à Azariah C. Flagg en tant que secrétaire de l'État de New York, poste qu'il occupe jusqu'en 1839. Alors qu'il quitte son poste, en raison d'une alternance politique, il fonde et édite le Northen Light, journal économique.
Il entre au sénat le 1er décembre 1844, remplaçant Silas Wright qui se lance dans l'élection de gouverneur de l'État de New York,. Il soutient James K. Polk sur l'annexion du Texas. Il s'intéresse alors aux affaires étrangères. Il soutient les idées du parti du sol libre et est associé au mouvement des barnburners, mouvement qui quitte le parti démocrate. Il tente vainement d'être élu gouverneur de l'État de New York mais est battu par le candidat du parti Whig Hamilton Fish. 
En 1850, il publie A winter in Madeira and a Summer in Spain and Florence
En 1853, il refuse le poste de trésorier adjoint de l'État de New York. Entre 1854 et 1857, il devient président de deux entreprises de chemins de fer (la Mississippi & Missouri Railway et le Chicago & Rock Island Railway) alors qu'il exerce en tant qu'avocat dans la ville de New York.
En 1859, le président James Buchanan le nomme directeur des postes de New York en remplaacement d'Isaas Fowler convaincu de corruption. Il met fin à la pratique qui obligeait les employés des postes à verser des « dons » au parti au pouvoir. Il acquiert ainsi une réputation d'intégrité. Des banquiers new-yorkais font pression auprès de Buchanan pour qu'il nomme John A. Dix secrétaire au Trésor. Après sa nomination, il reste à ce poste jusqu'au 15 janvier 1861. La nomination de Dix marque un tournant dans la composition du cabinet de Buchanan qui était auparavant dominé par des sympathisants des États du Sud et tente de démontrer la volonté de Buchanan de défendre l'Union. Pendant cette période, il réussit à redresser les finances du Trésor ,.
Le 29 janvier 1861, le capitaine McCelland refuse de rendre son navire aux forces fédérales. Il demande l'arrestation du capitaine après avoir pris conseil du général Winfield Scott et du procureur général Edwin M. Stanton et télégraphie sa célèbre déclaration pour le drapeau américain aux agents du Trésor à la Nouvelle-Orléans qui ont été harcelés : 

« Si quelqu'un tente de descendre le pavillon américain, abattez-le sur place. »

 Il gagne à l'occasion la réputation de « défenseur de l'Union ».
Il est remplacé à ce poste par Salmon P. Chase nommé après la victoire d'Abraham Lincoln aux élections de 1861.

### Guerre de Sécession
John Adams Dix est nommé major général des volontaires le 16 mai 1861 sur décision du président Abraham Lincoln. Il devient alors le général des volontaires de plus haut rang jusqu'à la fin de la guerre de Sécession. Il commande les départements militaires du Maryland et de Pennsylvanie au début du conflit. L'action de John A. Dix est primordiale lors de son commandement du département militaire du Maryland, où il empêche la législature de l'État de se réunir pour voter la sécession. Pendant l'hiver 1861-1862, il commande le département militaire du milieu, puis celui de Virginie entre juin 1862 et juin 1863. En juillet 1862, il signe avec le major général Daniel Harvey Hill un accord d'échange de prisonniers connu sous l'appellation cartel Dix-Hill.
En juillet 1863, alors qu'il prend le commandement du département de l'Est, il contribue à la répression des émeutes à New York consécutives aux nouvelles lois sur la conscription. Il publie en 1864 Speeches and Occasional Addresses
Il quitte le service actif des volontaires le 30 novembre 1865.

### Après la guerre
John Adams Dix est président de lUnion Pacific Railroad entre 1863 et 1868. Il devient ministre délégué à la France entre 1866 et 1869. En 1872,il est président de lErie Railraod alors que la compagnie est en difficulté. Il devient gouverneur de New York entre 1872 et 1874 sous la bannière du parti républicain. Alors qu'il échoue à sa réélection, il se retire de la politique.

## Hommage
Le fort Dix installé au sud du New Jersey est nommé en son hommage en 1917.